# サミュエル・ティン
サミュエル・ティン（Samuel C. C. Ting、中国名：丁肇中、1936年1月27日 - ）は中国系アメリカ人の研究者。バートン・リヒターと共にジェイプサイ中間子の発見により1976年にノーベル物理学賞を受賞した。

## 経歴
ティンの祖籍は山東省日照県の華僑で、父クァンハイ・ティン（丁觀海）と母ツァンイン・ジーン・ワン（王財英）はミシガン州で学生時に出会い、アナーバーで生まれた息子が2ヶ月のときに中国へ帰国した。日中戦争の混乱で教育体制が途絶したため、ティンはそれぞれ光华大学（華東師範大学）と交通大学とミシガン大学で教育を受け科学と物理学の大学教授であった父と母から家庭教育を授けられる。中国の内戦に続く国の分割の折、一家は台湾に逃れ、両親はやがてそれぞれ国立台湾大学（NTU）で工学を教え始める。
サミュエル・ティンは1948年に台北市立建国高級中学（建中）から台湾省立工学院（現・国立成功大学）に進学、20歳の時にアメリカへ戻り、ミシガン大学で1959年に数学と物理学で学位を得る。1962年に物理学で博士号を受け、1963年に原子核の研究を欧州原子核研究機構（CERN）で行なうと、1965年よりコロンビア大学で教鞭をとり、同校在籍中にドイツ電子シンクロトロン研究所でも研究した。
1969年からはマサチューセッツ工科大学（MIT）の教授。宇宙空間から高エネルギーの宇宙線を観測してダークマターの存在などを研究するアルファ磁気分光器を提唱し、1998年にスペースシャトルに搭載されたAMS-01、2011年に国際宇宙ステーションに搭載されたAMS-02による国際観測プロジェクトの指揮を執っている。

## ノーベル賞
1976年、ティン（MIT）はSLAC国立加速器研究所（スタンフォード大学）のバートン・リヒターと共同でジェイプサイ中間子（J/ψ中間子）の発見でノーベル物理学賞を受賞。ノーベル委員会の発表によると授賞理由は「新種の重い小粒子の発見における先駆的な研究」だという。この発見は1974年にティンがMITの研究チームと高エネルギー粒子物理学の新しい領域の検索を目指していたときに実現した。
1976年12月10日の受賞パーティーのスピーチで、ティンは実験的研究の重要性を強調した。

「現実には、自然科学の理論には実験的な基礎が不可欠で、物理学は特に実験的な仕事に裏打ちされる学問である。私にノーベル賞を授けてくださったことから途上国出身の学生が実験的研究に関心を示し、その重要性が認識されることを願ってやまない。」

## アルファ磁気分光器

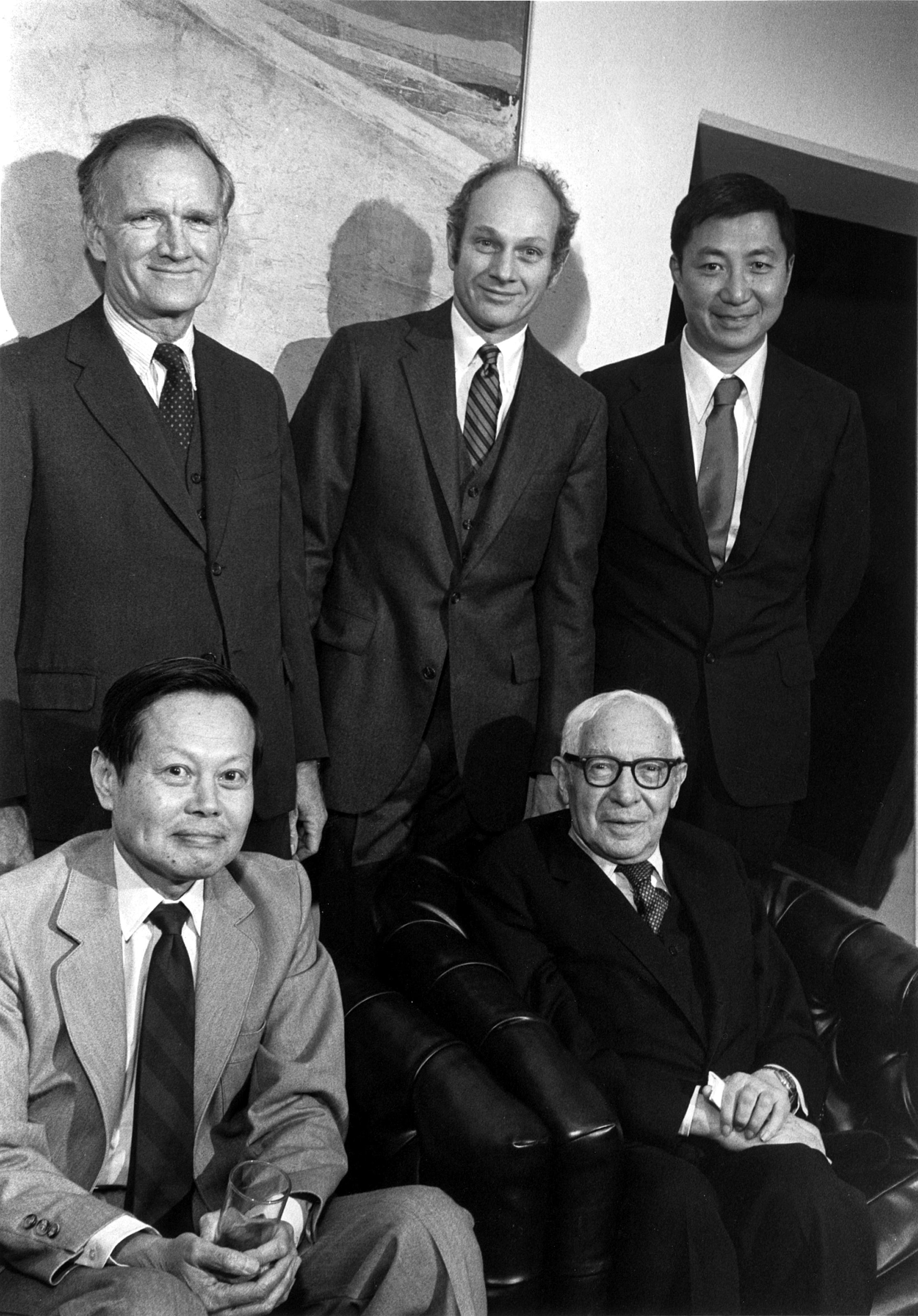
サミュエル・ティン (後列・右) と1976年ノーベル賞受賞者。時計回りにイジドール・イザーク・ラービ、楊振寧、ヴァル・フィッチ、ジェイムズ・クローニン。

超伝導超大型加速器計画の中断により地上の高エネルギー実験物理学の先行きが危ぶまれた1995年、ティンはアルファ磁気分光器計画により宇宙空間における宇宙線検知を提案する。計画が承諾されるとティンは自ら主な出資者として関わり、国際観測プロジェクトの指揮を執っている。プロトタイプ機AMS-01は1998年にスペースシャトルのミッションSTS-91に搭載して実験を行い、続いて後継器AMS-02をシャトルで国際宇宙ステーションに運ぶ計画が実行される。
1.5億アメリカドルの予算と16カ国56研究機関から研究者500人を集めたプロジェクトであったが、NASAは2003年のコロンビア号空中分解事故を受け、シャトル計画を2010年までに終息すること、以降の飛行計画マニフェストにAMS-02の搭載は載せないと発表する。ティンは議会にロビー活動を展開しさらに広くアメリカ社会に訴えて、宇宙実験を再度、シャトル上で行うことが決定する。同時期、検出器の非常に繊細で調整の難しい大型モジュールの製作は、数多くの技術的問題に突き当たっていた。分光器は2011年5月16日にシャトル・ミッションSTS-134で打ち上げに成功、同月19日に国際宇宙ステーションに設置される。

## 家庭
1960年にケイ・キューネ（Kay Kuhne）と結婚しジーンとエイミーの2女をもうけるが、1985年にはスーザン・キャロル・マークス（Susan Carol Marks）博士と結婚して息子クリストファーが生まれた。

## 栄誉、栄典
- 1975年、アーネスト・ローレンス賞受賞。
- 1976年、ノーベル物理学賞。受賞スピーチは中国語（官話）で行なった。サミュエル・ティン以前にも中国人受賞者として李政道と楊振寧の2人がいたが、中国語によるスピーチはサミュエル・ティンが初めてであった。このスピーチでは実験が理論と同じくらい重要であることを強調した。
- 1992年、中国科学技術大学より名誉博士号が授与される。
- 米国国立科学アカデミー、中国科学院の会員。中央研究院の外国人会員[2]。

## 出版物
国際会議予稿集の書籍化
- (英語) Electromagnetic interactions; a rapporteur's summary given at the XIVth International Conference on High Energy Physics at Vienna, September 1968. ハンブルク: Deutsches Elektronen-Synchrotron. (1968). OCLC 9928695
- (英語) Hadron and photon production of J particles and the origin of J particles : a rapporteur's summary at the EPS International conference on high-energy physics. パレルモ: 欧州原子核研究機構 [Geneva]. (1975年6月). OCLC 637079059
- Bellini, Gianpaolo; Ting, S C C (1984) (英語). The search for charm, beauty, and truth at high energies. Ettore Majorana international science series; Physical sciences. 16. New York: Plenum Press. ISBN 0306413574. NCID BA06276799. OCLC 9488989 - 会期：1981年11月15–22日、会場：イタリア・トラーパニ県エーリチェ [Proceedings of a Europhysics Study Conference on High-Energy Physics]
- Ting, Samuel C C (1997) (英語). Experimental results and future opportunities in particle physics. Physics reports. 279. アムステルダム: Elsevier Science - 会期：1996年8月15日、会場：中国・北京 [presented at XVII International Symposium on Lepton-Photon Interactions]

論文
- Brodsky, Stanley J (1965年12月) (英語). Timelike Momenta In Quantum Electrodynamics [量子力学におけるTimelike Momenta]. コロンビア大学; アメリカ原子力委員会（現アメリカ合衆国エネルギー省所管）.
- International Conference on High Energy Particle Physics [高エネルギー粒子物理学国際会議]; Ting, S C C (1975年6月23日) (英語). Hadron and Photon Production of J Particles and the Origin of J Particles [ハドロンと光子の生成とJ粒子、J粒子の起源]. イタリア、シチリア州パレルモ: マサチューセッツ工科大学.
- (英語) Test of quantum electrodynamics and the study of heavy leptons. Rivista del nuovo cimento, ser. 3. 5. イタリア、ボローニャ: Società Italiana di Fisica. (1982). OCLC 35406700
- Zhou, Jinpin  (周金品); Ting, S C C; Xiaoming (晓明) (1988) (中国語). 通向J粒子的道路 : 诺贝尔奖金獲得者丁肇中的成功之路. 武漢: 湖北科学技术出版社 [Hubei kexue jishu chubanshe]. OCLC 36076767
- Ting, S C C (1990) (英語). Expression of interest to the Superconducting Super Collider Laboratory. 超伝導超大型加速器研究所 [共編]. マサチューセッツ州ケンブリッジ?. OCLC 48918818

ビデオ
- S C C Ting; Bill D Moyers [取材者]; Mi Ling Tsui [製作者], Thirteen/WNET (Television station : New York, N.Y.); Films for the Humanities (Firm) (2003). Becoming American : personal journeys. A conversation with Samuel Ting (DVDビデオ; クローズドキャプション). A Bill Moyers Special (英語). ニュージャージー州プリンストン: Films for the Humanities & Sciences. OCLC 52344680。 - 著名な中国系アメリカ人のインタビュー集の1巻。PBSで放送した映像。